# میمور
میمور (به فرانسوی: Mimeure) یک کمون در فرانسه با جمعیت ۲۷۵ نفر است که در Canton of Arnay-le-Duc واقع شده‌است.